# Ministère de la Défense de la fédération de Russie
Le ministère de la Défense de la fédération de Russie (en russe : Министерство обороны Российской Федерации, Минобороны России, de manière informelle abrégé en МО ou МО РФ) est le ministère qui exerce la direction administrative et opérationnelle sur les Forces armées de la fédération de Russie. Il a succédé au ministère soviétique de la Défense lors de l'effondrement de l'Union Soviétique.

## Organisation
Dans l'organisation soviétique, le ministère de la Défense avait un rôle administratif, la planification des opérations étant assurée par le chef de l'État-Major général, avec sous ses ordres un commandant-en-chef des forces terrestres. Maintenant, le ministre assure de plus en plus le commandement effectif des forces armées. Tout comme dans la plupart des pays du monde, c'est le chef d'État russe (actuellement Vladimir Poutine), qui est le commandant suprême des forces armées. Il a la décision finale quant à une intervention ou implication militaire de son pays, et décide d'une éventuelle attaque nucléaire.

## Ministres de la Défense de la fédération de Russie
- 16 mars au 18 mai 1992 : Boris Eltsine
- 18 mai 1992 au 18 juin 1996 : Pavel Gratchiov
- 18 juin au 17 juillet 1996 : Mikhaïl Kolesnikov
- 17 juillet 1996 au 22 mai 1997 : Igor Rodionov
- 22 mai 1997 au 28 mars 2001 : Igor Sergueïev
- 28 mars 2001 au 15 février 2007 : Sergueï Ivanov
- 15 février 2007 au 6 novembre 2012 : Anatoli Serdioukov
- 6 novembre 2012 au 14 mai 2024 : Sergueï Choïgou
- Depuis le 14 mai 2024 : Andreï Belooussov[2]